# Pseudocarorita thaleri
Pseudocarorita thaleri is een spinnensoort in de taxonomische indeling van de hangmatspinnen (Linyphiidae).
Het dier behoort tot het geslacht Pseudocarorita. De wetenschappelijke naam van de soort werd voor het eerst geldig gepubliceerd in 1971 door Michael Ilmari Saaristo.